# Derby calcistici nel Lazio

Bandiera della Regione Lazio

I derby calcistici nel Lazio sono le sfide che mettono a confronto due squadre di calcio della regione Lazio.
Gli incontri tra le squadre laziali sono spesso molto sentiti dalle rispettive tifoserie, con alcuni di questi match che contano una lunga tradizione, essendo stati disputati sin dai primi del Novecento.
La sfida più rilevante è il derby di Roma che si disputa tra Lazio e Roma, tenutosi in Serie A, Coppa Italia e nella Divisione Nazionale 1945-1946. In Serie A e nelle altre categorie professionistiche si contano diverse altre storiche partite tra le squadre laziali, in molti casi si tratta di incontri che riflettono una accesa rivalità tra le rispettive tifoserie.

## Derby giocati anche in Serie A
Quanto segue è un elenco di tutti i derby della regione Lazio giocati anche in Serie A.

### Lazio-Roma
Il derby di Roma è la stracittadina calcistica che mette di fronte la Lazio e la Roma, le due principali società della Capitale italiana. La sfida, colloquialmente detta anche derby della capitale, derby capitolino o "derby der Cupolone", in riferimento alla cupola di San Pietro, costituisce uno dei derby più accesi d'Italia, a causa della forte rivalità che intercorre tra le rispettive tifoserie. Il derby ha acquisito maggiore prestigio internazionale alla fine degli anni 1990, grazie all'ottimo andamento delle contendenti che in quegli anni disponevano di due formazioni altamente competitive e dalla metà degli anni 2000 rimane una delle partite di calcio più seguite al mondo, tanto da essere trasmessa in oltre 170 nazioni di ogni continente.
|                                 | Gare | Vittorie Lazio | Pareggi | Vittorie Roma | Gol Lazio | Gol Roma |
| Serie A                         | 156  | 40             | 60      | 56            | 154       | 198      |
| Divisione Nazionale (1945-1946) | 2    | 1              | 0       | 1             | 2         | 2        |
| Totale campionato               | 158  | 41             | 60      | 57            | 156       | 200      |
| Coppa Italia                    | 20   | 7              | 3       | 10            | 21        | 24       |
| Totale                          | 178  | 48             | 63      | 67            | 177       | 224      |

### Frosinone-Lazio
Il derby si è disputato per la prima volta in Serie A 2015-2016, in concomitanza con l'esordio in massima divisione dei ciociari. Le due tifoserie hanno una rivalità moderata, con qualche tafferuglio tra le due parti negli anni passati.
|         | Gare | Vittorie Frosinone | Pareggi | Vittorie Lazio | Gol Frosinone | Gol Lazio |
| Serie A | 6    | 0                  | 1       | 5              | 3             | 10        |
| Totale  | 6    | 0                  | 1       | 5              | 3             | 10        |

#### Lista dei risultati
| Stagione  | Competizione | Incontro        | A / R | A / R |
| --------- | ------------ | --------------- | ----- | ----- |
| 2015-2016 | Serie A      | Lazio-Frosinone | 2-0   | 0-0   |
| 2018-2019 | Serie A      | Lazio-Frosinone | 1-0   | 1-0   |
| 2023-2024 | Serie A      | Lazio-Frosinone | 3-1   | 3-2   |

### Frosinone-Roma
L'incontro si è disputato per la prima volta in Serie A 2015-2016, in concomitanza con l'esordio in massima divisione dei ciociari. Tra le due tifoserie è presente una moderata rivalità.
|         | Gare | Vittorie Frosinone | Pareggi | Vittorie Roma | Gol Frosinone | Gol Roma |
| Serie A | 6    | 0                  | 0       | 6             | 3             | 17       |
| Totale  | 6    | 0                  | 0       | 6             | 3             | 17       |

#### Lista dei risultati
| Stagione  | Competizione | Incontro       | A / R | A / R |
| --------- | ------------ | -------------- | ----- | ----- |
| 2015-2016 | Serie A      | Frosinone-Roma | 0-2   | 1-3   |
| 2018-2019 | Serie A      | Roma-Frosinone | 4-0   | 3-2   |
| 2023-2024 | Serie A      | Roma-Frosinone | 2-0   | 3-0   |

## Derby giocati almeno in Serie B
Quanto segue è un elenco di tutti i derby della regione Lazio giocati almeno in Serie B.

### Frosinone-Latina
Il derby del Basso Lazio è la sfida che pone di fronte le squadre italiane di Frosinone e Latina, principali club calcistici dei rispettivi capoluoghi di provincia, distanti tra di loro meno di 60 km. Il match ha visto le due compagini, nel corso degli anni, confrontarsi in Serie B, Coppa Italia, Serie C, Lega Pro Prima Divisione, Serie C2, Serie D/C.N.D. e altri campionati interregionali, oltre alle gare dispuntate nei tornei regionali.
Si tratta di un derby molto sentito dalle rispettive tifoserie, appartenenti a due capoluoghi molto diversi sotto il profilo economico, storico, sociale e culturale. Gli incontri hanno assunto un certo rilievo a partire dagli anni 1960 e hanno presentato spesso problemi a causa degli scontri tra supporters, non solo nelle sfide infuocatissime degli anni 1980 ma perfino nei recenti derby di Serie B.
|                                                   | Gare | Vittorie Frosinone | Pareggi | Vittorie Latina | Gol Frosinone | Gol Latina |
| Serie B                                           | 4    | 4                  | 0       | 0               | 8             | 2          |
| Serie C/C1/Lega Pro Prima Divisione               | 8    | 3                  | 2       | 3               | 8             | 7          |
| Serie C2/D/Promozione interregionale              | 28   | 9                  | 15      | 4               | 29            | 23         |
| Serie D/Campionato Nazionale Dilettanti           | 6    | 2                  | 3       | 1               | 3             | 2          |
| Prima Divisione/Prima Categoria (camp. regionali) | 4    | 0                  | 1       | 3               | 1             | 7          |
| Totale                                            | 50   | 18                 | 21      | 11              | 49            | 41         |

### Alba Roma-Rieti
Le due squadre si incontrarono in Serie B 1946-1947, quando la sfida all'ultima giornata sancì la salvezza per il Rieti e la retrocessione dell'Alba Roma, allora denominata Albatrastevere. In precedenza le due squadre disputarono alcune sfide in Serie C e successivamente si incontrarono ancora in campionati regionali.
|                      | Gare | Vittorie Alba | Pareggi | Vittorie Rieti | Gol Alba | Gol Rieti |
| Serie B              | 2    | 0             | 0       | 2              | 1        | 3         |
| Serie C              | 6    | 1+            | 1+      | 2+             | 8+       | 6+        |
| Promozione regionale | 6    | 0+            | 0+      | 0+             | 0+       | 0+        |
| Totale               | 14+  | 1+            | 1+      | 4+             | 9+       | 9+        |

#### Lista dei risultati
| Stagione  | Competizione | Incontro                      | A / R | A / R |
| --------- | ------------ | ----------------------------- | ----- | ----- |
| 1939-1940 | Serie C      | Alba-Supertessile Rieti       | 0-2   | 1-2   |
| 1940-1941 | Serie C      | Supertessile Rieti-Alba Motor | 1-1   | 1-6   |
| 1945-1946 | Serie C      | Albala-Vaccarezza Rieti       | ?-?   | ?-?   |

| Stagione  | Competizione | Incontro             | A / R | A / R |
| --------- | ------------ | -------------------- | ----- | ----- |
| 1946-1947 | Serie B      | Albatrastevere-Rieti | 0-1   | 1-2   |
| 1952-1953 | Promozione   | Albatrastevere-Rieti | ?-?   | ?-?   |

| Stagione  | Competizione | Incontro             | A / R | A / R |
| --------- | ------------ | -------------------- | ----- | ----- |
| 1954-1955 | Promozione   | Albatrastevere-Rieti | ?-?   | ?-?   |
| 1956-1957 | Promozione   | Albatrastevere-Rieti | ?-?   | ?-?   |

## Altri derby storici
I primi due derby laziali in un campionato ufficiale si tennero tra squadre della capitale il 13 marzo 1910 in Terza Categoria: uno tra Fortitudo e Lazio e l'altro tra Juventus Roma e Roman.
In precedenza, alcune sfide tra squadre romane si tennero durante il campionato romano del 1907, torneo organizzato dalla C.S. Virtus: il primo incontro del torneo fu quello del 24 febbraio 1907 tra la squadra riserve della Lazio e l'Atalanta Roma, mentre il primo a coinvolgere unicamente prime squadre si tenne il 26 febbraio 1907 e coinvolse Lazio e Roman.

## Altri derby rilevanti
Sono numerose le stracittadine disputatesi tra squadre della capitale a livello professionistico, in ordine alfabetico:
- Ala Italiana-Alba Roma
- Ala Italiana-VV.FF. Roma
- Alba Roma-ALMAS
- Alba Roma-Aurelia Roma
- Alba Roma-Italia Libera
- Alba Roma-Juventus Roma
- Alba Roma-MATER
- Alba Roma-Ostia Mare
- Alba Roma-Poligrafico Roma
- Alba Roma-San Lorenzo Roma
- Alba Roma-STEFER Roma
- Alba Roma-Trastevere
- Alba Roma-Trionfale Roma
- ALMAS-Aurelia Roma
- ALMAS-Banco di Roma
- ALMAS-Casalotti
- ALMAS-Ostia Mare
- ALMAS-Poligrafico Roma
- ALMAS-San Lorenzo Roma
- ALMAS-STEFER Roma
- ALMAS-Trionfale Roma
- Astrea-Lodigiani
- Astrea-Ostia Mare
- Aurelia Roma-Ostia Mare
- Aurelia Roma-Poligrafico Roma
- Aurelia Roma-San Lorenzo Roma
- Aurelia Roma-STEFER Roma
- Banco di Roma-Casalotti
- Italia Libera-Juventus Roma
- Italia Libera-Trastevere
- Italia Libera-Trionfale Roma
- Juventus Roma-Trastevere
- Juventus Roma-Trionfale Roma
- Lodigiani-Ostia Mare
- Ostia Mare-Poligrafico Roma
- Ostia Mare-San Lorenzo Roma
- Ostia Mare-STEFER Roma
- Ostia Mare-Trionfale Roma
- Poligrafico Roma-San Lorenzo Roma
- Poligrafico Roma-STEFER Roma
- Poligrafico Roma-Trionfale Roma
- RST Littorio-VV.FF. Roma
- San Lorenzo Roma-STEFER Roma
- STEFER Roma-Trionfale Roma
- Trastevere-Trionfale Roma

## Derby arcaici
I derby arcaici laziali, disputati nel primo livello italiano esclusivamente entro il 1926, sono in ordine alfabetico:
- Alba Roma-Audace Roma
- Alba Roma-Juventus Roma
- Alba Roma-Lazio
- Alba Roma-Pro Roma
- Alba Roma-Roman
- Alba Roma-Tiberis
- Alba Roma-US Romana
- Alba Roma-Vittoria Roma
- Audace Roma-Fortitudo
- Audace Roma-Juventus Roma
- Audace Roma-Lazio
- Audace Roma-Pro Roma
- Audace Roma-Roman
- Audace Roma-Tiberis
- Audace Roma-Tivoli
- Audace Roma-US Romana
- Audace Roma-Vittoria Roma
- Fortitudo-Juventus Roma
- Fortitudo-Lazio
- Fortitudo-Pro Roma
- Fortitudo-Roman
- Fortitudo-Tiberis
- Fortitudo-Tivoli
- Fortitutdo-US Romana
- Fortitudo-Vittoria Roma
- Juventus Roma-Lazio
- Juventus Roma-Pro Roma
- Juventus Roma-Roman
- Juventus Roma-Tiberis
- Lazio-Pro Roma
- Lazio-Tiberis
- Lazio-Tivoli
- Lazio-US Romana
- Lazio-Vittoria Roma
- Pro Roma-Roman
- Pro Roma-Tiberis
- Pro Roma-Tivoli
- Pro Roma-US Romana
- Pro Roma-Vittoria Roma
- Roman-US Romana
- Roman-Vittoria Roma
- Roman-Tiberis
- Roman-Tivoli
- Tiberis-Tivoli
- Tiberis-US Romana
- Tiberis-Vittoria Roma